# Henrique António Guedes de Oliveira
Henrique António Guedes de Oliveira (Ingilde, Baião, 26 de janeiro de 1865 — 1932) foi um jornalista, dramaturgo, poeta e fotógrafo português.
Escreveu algumas peças de teatro que foram um sucesso.
Foi um dos fundadores da Sociedade Portuense de Belas Artes, em colaboração com Marques da Silva, Teixeira Lopes e outros artistas.
Foi condecorado com a comenda da Ordem de Santiago.